# Lux noctis
Lux Noctis è il primo album dei Coronatus, pubblicato il 21 settembre del 2007.

## Tracce
1. Interrotte Speranze - 1.28
2. Scream of the Butterfly - 4.17
3. Silberlicht - 3.59
4. Dunkle Blume - 4.37
5. My Rose Desire - 3.59
6. Winter - 1.37
7. Hot & Cold - 5.38
8. Requiem Tabernam - 4.35
9. Ich Atme Zeit - 4.28
10. In Rememberance - 0.52
11. Volles Leben - 3.25